# Tô de Bem com a Vida
Tô de Bem Com a Vida é o décimo sexto álbum de estúdio da artista musical e apresentadora brasileira Xuxa, lançado em 5 de outubro de 1996, pela Som Livre. Produzido pela própria intérprete em parceria com Michael Sullivan e Marlene Mattos, apresenta uma variedade de gêneros em sua sonoridade, tais como axé music, lambada, merengue e o frevo. Comercialmente, Tô de Bem Com a Vida é considerado um dos álbuns menos bem-sucedidos da intérprete. Apesar disso, recebeu a certificação de platina pela Pro-Música Brasil, denotando vendas superiores a 250 mil cópias no Brasil. Em 22 de Outubro, o jornal O Globo avaliou o álbum em três estrelas.  Na parada publicada pelo jornal – com base em dados fornecidos pelo instituto Nelson Oliveira Pesquisa e Estudo de Mercado (NOPEM) –, alcançou a quarta como melhor colocação entre os álbuns mais vendidos no país na edição datada em 16 de dezembro de 1996.

## Lista de faixas
Todas as canções produzidas por Michael Sullivan, Marlene Mattos, e Xuxa Meneghel.
| N.º            | Título                            | Compositor(es)                                                                         | Duração |  |
| 1.             | "Tô de Bem com a Vida"            | Álvaro Socci Cláudio Matta Vivian Pearl                                                | 3:00    |  |
| 2.             | "Lá Vai a Loura" ("La Bailadora") | Alfonso Vallejo Salinas Cid Guerreiro ( vs. ) Roberta Little (vs.) Ângela Mattos (vs.) | 4:30    |  |
| 3.             | "Xuxaxé"                          | Michael Sullivan Dudu Falcão                                                           | 3:26    |  |
| 4.             | "Carnaxuxa"                       | Guerreiro                                                                              | 4:05    |  |
| 5.             | "A Caravela de Cabral"            | Sullivan Falcão                                                                        | 3:37    |  |
| 6.             | "Ai, Ai, Ai"                      | Zé Henrique Cátia Pereira                                                              | 4:03    |  |
| 7.             | "Brincar de Rimar"                | Nil Bernardes Terry Winter                                                             | 3:06    |  |
| 8.             | "Huppa Hulle" ("Hoopa Hoole")     | Zohar Laskov Vanessa Alves (vs.) Felipe Bella (vs.)                                    | 3:08    |  |
| 9.             | "A Peteca"                        | Henrique Pereira Mattos                                                                | 4:02    |  |
| 10.            | "Ficção"                          | Socci Matta                                                                            | 4:12    |  |
| 11.            | "Quadrilha da Xuxa"               | Elias Muniz Carlos Colla                                                               | 3:18    |  |
| 12.            | "Vaqueiro, Vai Buscar Meu Boi"    | Josias Sobrinho                                                                        | 4:01    |  |
| 13.            | "A Chuva"                         | Socci Matta                                                                            | 3:49    |  |
| 14.            | "Amiga"                           | Socci Matta                                                                            | 4:01    |  |
| Duração total: | Duração total:                    | Duração total:                                                                         | 52:18   |  |

## Créditos
| Críticas profissionais | Críticas profissionais |
| Avaliações da crítica  | Avaliações da crítica  |
| Fonte                  | Avaliação              |
| ---------------------- | ---------------------- |
| O Globo                | [ 4 ]                  |

- Produzido por: Michael Sullivan, Marlene Mattos e Xuxa Meneghel
- Direção Artística: Aramis Barros
- Técnico de Gravação: Mario Jorge e Sergio Rocha
- Mixagem: Som Livre
- Técnico de mixagem: Sergio 'Gordo' Guimarães
- Gravado nos estúdios: Som Livre
- Assistente de Produção: Duda Nogueira
- Coordenação de Estúdio: Helio de Freitas
- Masterização: Som Livre - Sergio Seabra
- Assistentes de Gravação: Everaldo, Claudio Oliveira, Julio Carneiro, Ivan Carvalho e Mauro

## Desempenho comercial
| País — Tabela musical (1996) | Posição de pico |
| ---------------------------- | --------------- |
| Brasil (NOPEM)               | 4               |

| Região                                                                                             | Certificação | Vendas   |
| -------------------------------------------------------------------------------------------------- | ------------ | -------- |
| Brasil (Pro-Música Brasil)                                                                         | Platina      | 250 000* |
| *números de vendas baseados somente na certificação ^distribuições baseadas apenas na certificação |              |          |